# شهرستان وستون (وایومینگ)
شهرستان وستون، وایومینگ (به انگلیسی: Weston County, Wyoming) یک سکونتگاه مسکونی در ایالات متحده آمریکا است که در وایومینگ واقع شده‌است.

## خصوصیات
شهرستان وستون ۶٬۲۱۶٫۰۱ کیلومترمربع مساحت دارد.